# MLS Cup 2013

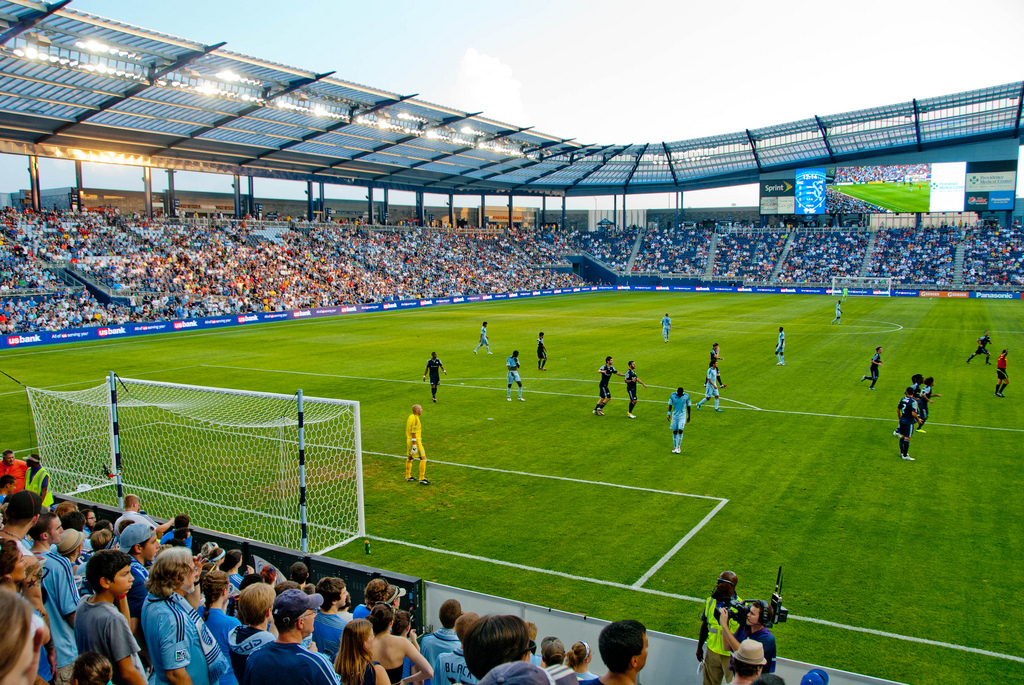
Sporting Park

La MLS Cup 2013 fue la decimoctava final de la MLS Cup de la Major League Soccer de los Estados Unidos. Se jugó el 7 de diciembre en el Sporting Park en Kansas City, Kansas. Se disputó en un solo partido en el estadio del equipo con la mayor cantidad de puntos en la temporada regular.
Sporting Kansas City ganó su segunda MLS Cup tras vencer en la tanda de penales por 7-6 al Real Salt Lake y clasificó a la fase de grupos de la Concacaf Liga Campeones 2014-15.

## Llave
| Sporting Kansas City 1 (7) | Real Salt Lake 1 (6) |

## El partido
| 1  | POR | Jimmy Nielsen   |       |
| 7  | DEF | Chance Myers    |       |
| 78 | DEF | Aurélien Collin | [ 3 ] |
| 5  | DEF | Matt Besler     |       |
| 15 | DEF | Seth Sinovic    |       |
| 6  | MED | Paulo Nagamura  |       |
| 20 | MED | Oriol Rosell    | 8'    |
| 10 | MED | Benny Feilhaber |       |
| 8  | MED | Graham Zusi     |       |
| 14 | DEL | Dom Dwyer       | 72'   |
| 17 | DEL | C. J. Sapong    |       |
| DT | DT  | Peter Vermes    |       |

| 18 | POR | Nick Rimando   |      |
| 2  | DEF | Tony Beltran   |      |
| 6  | DEF | Nat Borchers   |      |
| 28 | DEF | Chris Schuler  |      |
| 17 | DEF | Chris Wingert  | 72'  |
| 5  | MED | Kyle Beckerman |      |
| 21 | MED | Luis Gil       | 87'  |
| 20 | MED | Ned Grabavoy   |      |
| 11 | MED | Javier Morales |      |
| 15 | DEL | Álvaro Saborío |      |
| 10 | DEL | Robbie Findley | 112' |
| DT | DT  | Jason Kreis    |      |

| 13 | DEF | Lawrence Olum  | 8'  |
| 16 | DEL | Claudio Bieler | 72' |

| 7  | DEF | Lovel Palmer        | 72'  |
| 26 | MED | Sebastián Velásquez | 87'  |
| 8  | DEL | Joao Plata          | 112' |

| Anotado | 76' | Aurélien Collin |

| Anotado | 52' | Álvaro Saborío |

| Claudio Bieler  |                | 1:0 |                |                     |
|                 |                | 1:0 | Fallo de penal | Álvaro Saborío      |
| Paulo Nagamura  | Anotado        | 2:0 |                |                     |
|                 |                | 2:0 | Fallo de penal | Ned Grabavoy        |
| Matt Besler     | Fallo de penal | 2:0 |                |                     |
|                 |                | 2:1 | Anotado        | Kyle Beckerman      |
| Benny Feilhaber | Anotado        | 3:1 |                |                     |
|                 |                | 3:2 | Anotado        | Joao Plata          |
| Graham Zusi     | Fallo de penal | 3:2 |                |                     |
|                 |                | 3:3 | Anotado        | Javier Morales      |
| Seth Sinovic    | Anotado        | 4:3 |                |                     |
|                 |                | 4:4 | Anotado        | Chris Schuler       |
| C. J. Sapong    | Anotado        | 5:4 |                |                     |
|                 |                | 5:5 | Anotado        | Tony Beltran        |
| Lawrence Olum   | Fallo de penal | 5:5 |                |                     |
|                 |                | 5:5 | Fallo de penal | Sebastián Velásquez |
| Chance Myers    | Anotado        | 6:5 |                |                     |
|                 |                | 6:6 | Anotado        | Nat Borchers        |
| Aurélien Collin | Anotado        | 7:6 |                |                     |
|                 |                | 7:6 | Fallo de penal | Lovel Palmer        |

| Amonestado | 35'  | Aurélien Collin |
| Amonestado | 103' | Benny Feilhaber |

| Amonestado | 24'  | Chris Wingert  |
| Amonestado | 44'  | Álvaro Saborío |
| Amonestado | 100' | Robbie Findley |

| Árbitro             | Hilario Grajeda |
| Árbitros asistentes | Paul Scott      |
| Árbitros asistentes | Bill Dittmar    |
| Cuarto árbitro      | Ismail Elfath   |

| 1  | POR | Jimmy Nielsen   |       |
| 7  | DEF | Chance Myers    |       |
| 78 | DEF | Aurélien Collin | [ 3 ] |
| 5  | DEF | Matt Besler     |       |
| 15 | DEF | Seth Sinovic    |       |
| 6  | MED | Paulo Nagamura  |       |
| 20 | MED | Oriol Rosell    | 8'    |
| 10 | MED | Benny Feilhaber |       |
| 8  | MED | Graham Zusi     |       |
| 14 | DEL | Dom Dwyer       | 72'   |
| 17 | DEL | C. J. Sapong    |       |
| DT | DT  | Peter Vermes    |       |

| 18 | POR | Nick Rimando   |      |
| 2  | DEF | Tony Beltran   |      |
| 6  | DEF | Nat Borchers   |      |
| 28 | DEF | Chris Schuler  |      |
| 17 | DEF | Chris Wingert  | 72'  |
| 5  | MED | Kyle Beckerman |      |
| 21 | MED | Luis Gil       | 87'  |
| 20 | MED | Ned Grabavoy   |      |
| 11 | MED | Javier Morales |      |
| 15 | DEL | Álvaro Saborío |      |
| 10 | DEL | Robbie Findley | 112' |
| DT | DT  | Jason Kreis    |      |

| 13 | DEF | Lawrence Olum  | 8'  |
| 16 | DEL | Claudio Bieler | 72' |

| 7  | DEF | Lovel Palmer        | 72'  |
| 26 | MED | Sebastián Velásquez | 87'  |
| 8  | DEL | Joao Plata          | 112' |

| Anotado | 76' | Aurélien Collin |

| Anotado | 52' | Álvaro Saborío |

| Claudio Bieler  |                | 1:0 |                |                     |
|                 |                | 1:0 | Fallo de penal | Álvaro Saborío      |
| Paulo Nagamura  | Anotado        | 2:0 |                |                     |
|                 |                | 2:0 | Fallo de penal | Ned Grabavoy        |
| Matt Besler     | Fallo de penal | 2:0 |                |                     |
|                 |                | 2:1 | Anotado        | Kyle Beckerman      |
| Benny Feilhaber | Anotado        | 3:1 |                |                     |
|                 |                | 3:2 | Anotado        | Joao Plata          |
| Graham Zusi     | Fallo de penal | 3:2 |                |                     |
|                 |                | 3:3 | Anotado        | Javier Morales      |
| Seth Sinovic    | Anotado        | 4:3 |                |                     |
|                 |                | 4:4 | Anotado        | Chris Schuler       |
| C. J. Sapong    | Anotado        | 5:4 |                |                     |
|                 |                | 5:5 | Anotado        | Tony Beltran        |
| Lawrence Olum   | Fallo de penal | 5:5 |                |                     |
|                 |                | 5:5 | Fallo de penal | Sebastián Velásquez |
| Chance Myers    | Anotado        | 6:5 |                |                     |
|                 |                | 6:6 | Anotado        | Nat Borchers        |
| Aurélien Collin | Anotado        | 7:6 |                |                     |
|                 |                | 7:6 | Fallo de penal | Lovel Palmer        |

| Amonestado | 35'  | Aurélien Collin |
| Amonestado | 103' | Benny Feilhaber |

| Amonestado | 24'  | Chris Wingert  |
| Amonestado | 44'  | Álvaro Saborío |
| Amonestado | 100' | Robbie Findley |

| Árbitro             | Hilario Grajeda |
| Árbitros asistentes | Paul Scott      |
| Árbitros asistentes | Bill Dittmar    |
| Cuarto árbitro      | Ismail Elfath   |

|                                         |
| Bandera de Kansas                       |
| Campeón Sporting Kansas City 2.° título |